# Jean Egger (Maler)

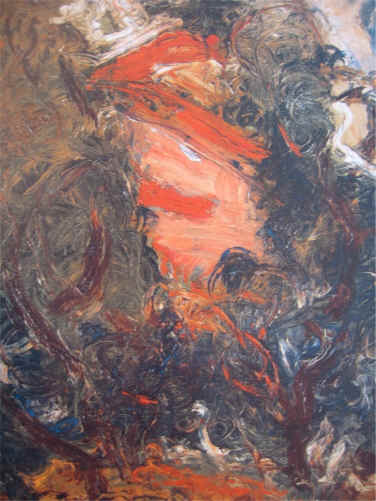
Mallorca, Öl auf Leinwand, um 1933

Jean Egger, geboren als Hans Egger (* 14. Mai 1897 in Hüttenberg, Kärnten; † 16. Oktober 1934 in Klagenfurt am Wörthersee), war ein österreichischer Maler.

## Leben
Hans Egger studierte zwischen 1918 und 1922 an der Münchner Kunstakademie unter Heinrich von Zügel und Carl Johann Becker-Gundahl, wobei insbesondere Becker-Gundahl auf ihn einen großen Einfluss ausübte. Darauf ging er auf Studienreisen nach Italien, Holland und Skandinavien, wo er unter anderem das Künstlerpaar Oda und Christian Krohg und Edvard Munch kennenlernte. Im Herbst 1924 kam Egger nach Frankreich und änderte seinen Namen in Jean Egger um. In Paris machte er innerhalb kürzester Zeit Bekanntschaft mit prominenten Mitgliedern in der Kunst- und Kulturszene, darunter Chaim Soutine, Moise Kisling, Leopold Zborowski, Beatrice Hastings und Paul Clemenceau, dem Bruder des französischen Staatspräsidenten. Zusammen mit Signe Wallin, seiner Lebensgefährtin, reiste Jean Egger im Sommer 1930 nach Schweden und malte eine Serie von Landschaftsbildern, die er erfolgreich in der Pariser Herbstausstellung ausstellte. Zwei Jahre später zwang ihn sein Lungenleiden zu einem Umzug nach Pollença auf die spanische Insel Mallorca. Am 16. Oktober 1934 starb Jean Egger an den Folgen einer tuberkulöser Meningitis und wurde in seinem Heimatort bestattet.

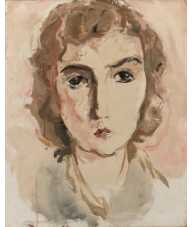
Porträt von Signe Wallin
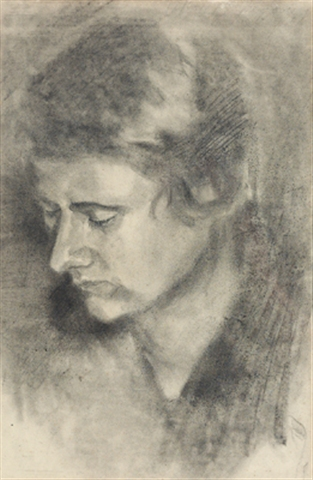
Bildnis einer Frau, den Blick gesenkt

## Auszeichnungen
- 1929 Silbernen Palme
- 1929 Officier d´Academie

## Ausstellungen
- Societé des Artistes Independants
- Salon des Tuileries
- Salon d’Automne
- Salon du Franc
- Internationaler Salon in Bordeaux
- Museum Moderne Kunst Kärnten